# Vîșcăuți
Vîșcăuți è un comune della Moldavia situato nel distretto di Orhei di 1.380 abitanti al censimento del 2004